# Samuelssonia
Samuelssonia, monotipični biljni rod iz porodice primogovki smješten u tribus Justicieae, dio potporodice Acanthoideae. Jedina vrsta je haićanski endem S. verrucosa. Opisan je u Arkiv för Botanik 22A(8): 96. 1929.

## Etimologija
Ime roda Samuelssonia je u čast Gunnara Samuelssona (1885. – 1944.), koji je bio švedski botaničar sa Sveučilišta Uppsala gdje je bio kustos Botaničkog muzeja. Između 1924.-1944. bio je profesor i direktor Riksmuseuma u Stockholmu.

## Opis
To je kritično ugrožena vrsta drveta sa Haitija na Massif de la Hotte. Monospecifična je i endemična za Haiti. Njegova jedna vrsta opisana je kao 4 – 5 m visoko stablo s 10 cm širokim deblom i lišćem s istaknutim, bradavičastim, polu-kuglastim cistolitima. Cvat je aksilarni s cvjetovima koji sadrže dva prašnika, ali su zreli cvjetovi i pelud očito nepoznati (Urban 1928). Urban (1928.) je primijetio moguće sličnosti s Hoverdenijom Nees i Justicijom L., ali nije pojasnio po čemu se Samuelssonia razlikuje. Na tipskom primjerku starom gotovo 100 godina, Ekman je primijetio da je nađeno samo jedno stablo. Očigledni nedostatak dodatnih zbirki od tada povećava mogućnost da je izumro.